# Zdenko Kaprálik
Zdenko Kaprálik (* 28. srpna 1985 v Dolným Kubíně) je slovenský fotbalový obránce, momentálně hraje v thajském týmu Army United FC.

## Klubová kariéra
Svoji fotbalovou kariéru začal tento obránce v Interu Bratislava, odkud jeho kroky směřovaly do zahraničí. Nejprve působil v českém týmu Fotbal Fulnek a poté v nizozemských PEC Zwolle a SC Cambuur. Poté se však na půl roku vrátil zpět na Slovensko, tentokrát však do FC Spartak Trnava. V létě 2011 přestoupil do nizozemského FC Oss, ze kterého po ročním angažmá zamířil do FC Baník Ostrava. V sezóně 2012/13 nastoupil v Gambrinus lize k 25 zápasům a vstřelil 1 gól. Po sezoně klub opustil, jelikož mu Baník neprodloužil smlouvu.
V srpnu 2013 se upsal nizozemskému klubu FC Oss, kde již dříve působil. Po půl roce se dohodl s nizozemským klubem na ukončení smlouvy a měl namířeno do thajského klubu Army United FC.